# Flamen martialis
En la religión en la Antigua Roma, el Flamen Martialis era el sumo sacerdote del culto estatal oficial de Marte, el dios de la guerra. Era uno de los flamines mayores, los tres sumos sacerdotes que eran los más importantes de los quince flamens. El Flamen Martialis habría dirigido ritos públicos en los días sagrados de Marte. Entre sus deberes estaba el ritual blandiendo las lanzas sagradas de Marte cuando el ejército romano se preparaba para la guerra.
Como otros flamines mayores, el sumo sacerdote de Marte era un patricio y necesitaba casarse durante la ceremonia de confarreatio. No está claro si la muerte de su esposa lo obligaba a renunciar a sus funciones, como era el caso del Flamen Dialis.

## Deberes
En el Larentalia en abril, el Flamen Martialis servía libaciones en honor a Aca Larentia, esposa de Fáustulo, el padre adoptivo de los fundadores gemelos de Roma, Rómulo y Remo. Es asumido por los expertos modernos, aunque en ninguna parte se menciona específicamente en ninguna fuente antigua, que el Flamen Martialis presidía el Caballo de octubre, un sacrificio de un caballo a Marte en el Campo de Marte.
Los flamens más importantes fueron sometidos a varias prohibiciones religiosas que restringieron sus carreras militares y políticas. En los años 240 a. C., por ejemplo, el cónsul Aulo Postumio Albinus no pudo asumir su mando militar, porque el Pontífice máximo Lucio Cecilio Metelo invocó la prohibición contra un Flamen Martialis que abandonaba la ciudad.

## Lista deFlamines Martiales
El sacerdocio era vitalicio; las fechas que figuran a continuación representan el año en que se registra el sacerdocio.
- Aulo Postumio Albino, cónsul en el 242 a. C., ca. 244 a. C.
- Marco Emilio Régilo, d. 204 a. C.
- Lucio Veturio Filón, su sucesor en 204 a. C.[5]
- Publio Quinctilio Varo, d. 169 a. C.[6]
- Lucio Postumio Albino, cónsul en el 154 a. C., sucesor del precedente en el 168 hasta su muerte durante su consulado.[7]
- Lucio Valerio Flaco, cónsul en el 131 a. C. Probablemente sucedió a L. Postumio Albino en el154 a. C.[8]
- Lucio Valerio Flaco, cónsul en el 100 a. C. y princeps senatus en el 86 a. C.
- Lucio Cornelio Léntulo Níger (d. 56 a. C.?), sucesor del anterior en 69 a. C., y notable por el registro detallado de la cena pontificia celebrada para su inauguración.[9]
- Lucio Léntulo, ca. 25 a. C.[10]
- Cayo Junio Silano, 10 d. C.